# Citroën 2 CV fourgonnette
La Citroën 2CV fourgonnette est un modèle automobile du constructeur français Citroën.

## Type AU et AZU

### Type AU (1951–1956)

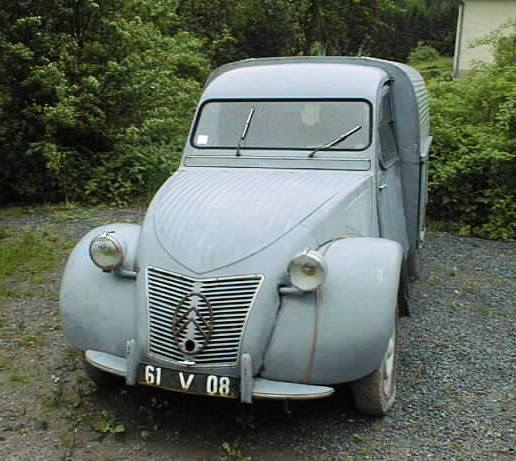
2CV type AU

La Citroën 2CV fourgonnette type AU est la première version utilitaire de la Citroën 2CV. Elle est lancée en mars 1951.
Basée sur la 2CV type A, elle en reprend la plupart des éléments mécaniques dont son petit « moteur boxer bicylindre » de 375 cm3, qui développe 9 ch. La durée de vie de ce modèle sera relativement courte puisque dès 1954 apparaît la 2CV AZU, une 2CV AU dotée d'un moteur plus puissant. Sa production fut stoppée en juillet 1956 avec un peu plus de 38 000 exemplaires produits.
À partir de l'automne 1955 et jusqu'à fin 1969, toutes les fourgonnettes 2CV ont été fabriquées près de la Porte d'Ivry à Paris par l'usine Panhard.

### Type AZU (1954–1977)
La 2CV fourgonnette AU ayant un moteur trop peu puissant, en septembre 1954 Citroën réagit et lance la 2CV AZU. Dotée du « moteur boxer bicylindre » 425 cm3 de la 2CV AZ de l'époque, elle développe 12 ch et se montre enfin capable d'emmener correctement 250 kilos de charge utile.
Le type AZU est apparu en septembre 1954 et restera au catalogue jusqu'à la fin 1977, profitant entretemps de nombreux changements. Lancée avec le moteur 425 cm3 de 12 ch, la fourgonnette AZU gagnera 6 ch en mars 1963 pour atteindre les 21 ch SAE en août 1967.

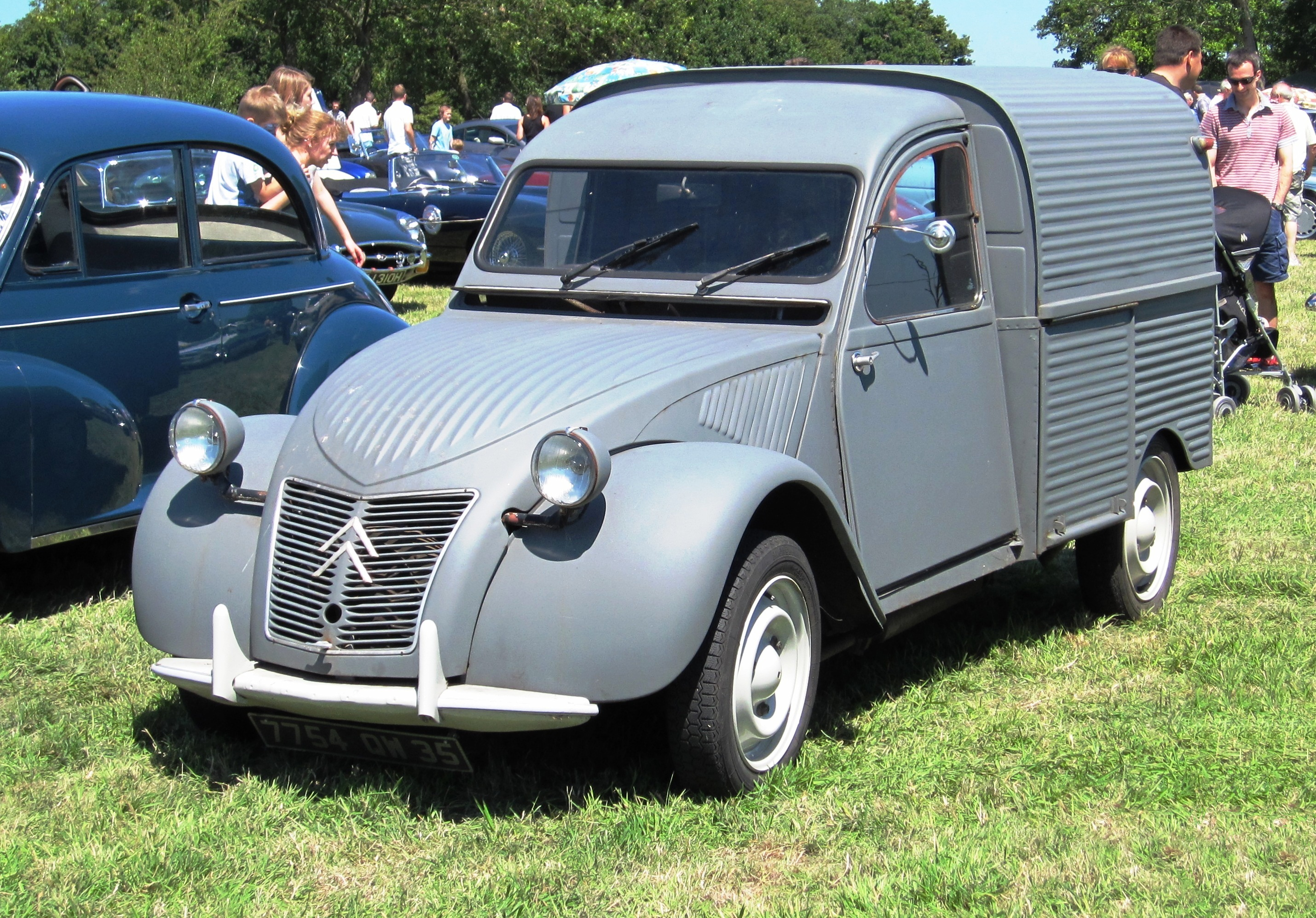
2CV type AZU

La carrosserie reçoit d'emblée les nouveaux feux arrière et latéraux. Pour 1960, les roues deviennent plus petites et ne sont plus de la même couleur que la carrosserie, elles sont désormais gris rosé (AC 136). En juillet 1961, la fourgonnette profite enfin du restylage opéré sur la berline 2CV. Elle gagne un nouveau capot à 5 nervures, une calandre plus petite dont les chevrons prennent des dimensions plus imposantes, des joues d'aile redessinées alors que disparaît le feu stop supplémentaire à l'arrière gauche. En mars 1963, les hublots ovales des portes arrière sont remplacés par des vitres carrées et les panneaux latéraux perdent leurs nervures dans la partie supérieure. Fin 1964, l'ouverture des portières avant change de sens pour se conformer aux nouvelles normes de sécurité. Pour 1971, les pare-chocs sont désormais uniformément gris.
En avant première pour les grandes administrations dès le 3 janvier 1972, la 2CV fourgonnette type AZU série B reçoit le moteur 435 cm3 des dyane4 et 2CV4. La carrosserie est enfin modernisée (la berline l'avait été début 1970) grâce à des nervures plates et à des feux clignotants à l'avant et à l'arrière. Pour 1975, les phares deviennent rectangulaires.
Les fourgonnettes AZU et AZU-B ont longtemps été utilisées par La Poste et l'EdF. Pour rouler dans les mauvais chemins, ces versions Administration étaient équipées d'un pare-chocs avant tubulaire, d'une plaque de protection sous le moteur et d'un pare-chocs arrière imposant des feux rehaussés.

## Type AK et AKS

### Type AK 350 (1963–1970)
La 2CV fourgonnette type AK 350 est une version rallongée de la 2CV fourgonnette AZU. En mai 1963, elle vient contrer l'arrivée sur le marché de sa plus grande concurrente : la fourgonnette Renault 4.
Par rapport à la fourgonnette AZU qu'elle épaule, la fourgonnette AK 350 possède un porte-à-faux arrière rallongé de 20 cm et dispose du moteur 602 cm3 inauguré sur l'Ami 6 en 1961. Cette motorisation de 22 ch emmène l'AK à près de 90 km/h.
La charge utile, qui est plus importante que pour le type AZU, passe à 350 kg d'où le nom de AK 350.
Elle reçoit d'emblée la nouvelle planche de bord avec le compteur au centre et un pare-chocs avant élargi de la même couleur que la carrosserie. Celle-ci va suivre les mêmes évolutions que les autres 2CV. Les plus notables seront les portières ouvrants dans le « bon sens » fin 1964 et les ceintures de sécurité (à deux points) en option cette même année. En mai 1968, le nouveau 602 cm3 de l'Ami 6 délivrant 33 ch entraîne la fourgonnette AK à 95 km/h.

### Type AKS 400: 1970–1978
Compte tenu du succès de la fourgonnette AK 350, Citroën prend la décision de faire évoluer le type AK face à la concurrence féroce de la Renault 4.
En juillet 1970, la nouvelle 2CV fourgonnette type AKS 400 est lancée sur le marché. Par rapport à la fourgonnette AK 350 qu'elle remplace, elle offre de nouveaux arguments :
- une charge utile en hausse, la fourgonnette AKS peut désormais transporter 400 kg de charge utile contre 350 auparavant ;
- un nouveau moteur, celui de la nouvelle Ami 8 qui fait 35 ch qui lui permet d'atteindre 100 km/h ;
- un réhaussage de 20 cm de la partie fourgon qui adopte des nervures plates et l'ajout de deux feux clignotants coniques sur la face arrière.

Elle bénéficie de nombreux éléments des nouvelles 2CV 4 et 2CV 6 : le tout nouveau tableau de bord avec le grand compteur, le volant à deux branches et des feux clignotants sur les ailes avant.
Pour 1975, les blocs (gris) de phare deviennent rectangulaires et, en juillet 1977, les ceintures de sécurité à trois points sont à enrouleurs.
En 1978, la production cesse. La fourgonnette AKS 400 cède la place à l'Acadiane.